# Galerna (S-71)
Galerna (S-71) je ponorka Španělského námořnictva, která byla postavena v loďařské firmy E.N. Bazán. Jedná se o jednotku třídy Agosta.

## Stavba

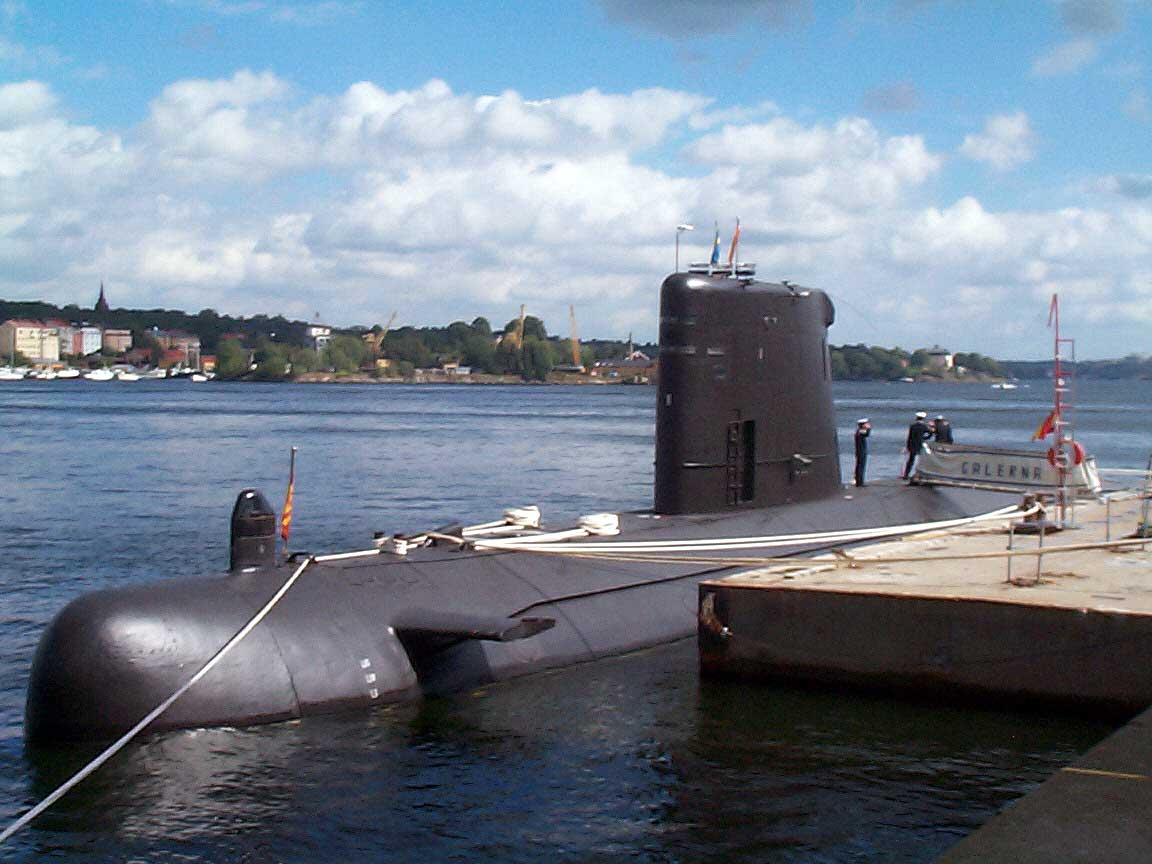
Galerna ve Stockholmu v roce 2005

Stavba ponorky Galerna byla zahájena 15. září 1977 v loděnici v Cartageně španělské loďařské firmy E.N. Bazán. V prosinci 1981 byla ponorka spuštěna na vodu a dne 22. ledna 1983 byla Galerna slavnostně přijata do služby. Galerna a její sesterské ponorky Mistral a Tramontana budou ve službě do té doby, než do služby vstoupí nové ponorky třídy Isaac Peral.

## Výzbroj
Galerna je vyzbrojena protilodními střelami SM39 Exocet a čtyřmi 533mm torpédomety pro dvacet torpéd ECAN Fl7 Mod 2 a ECAN L5 Mod 3.